# Buena Vista (Bolivia)
Buena Vista es una localidad y municipio de Bolivia, capital de la provincia de Ichilo en el departamento de Santa Cruz. La localidad se encuentra a la orilla derecha del Río Ichilo. Está situado sobre una colina a 400 m s. n. m. que le da clima templado, a 99 km al noroeste de la ciudad de Santa Cruz de la Sierra, la capital departamental. Fue fundada por el sacerdote José Casas el 26 de febrero de 1723, después de que el padre jesuita Juan de Montenegro estableciera una comunidad en esos territorios. Buena Vista forma parte de la Mancomunidad Sara-Ichilo, conformada por los municipios de las dos provincias del mismo nombre, siendo la ciudad de Buena Vista la sede de esta instancia supramunicipal.
Su principal atractivo turístico es el parque nacional Amboro, que es una reserva ecológica protegida por el estado boliviano que cuenta con una superficie de 634.600 hectáreas.

## Historia
Antes de la colonización de América, el territorio que comprende actualmente el municipio de Buena Vista era ocupado por pueblos aborígenes como los Yuracarés, Sirionós, Yanaigua, Chanés y Yuquis.
El 26 de noviembre de 1694 el padre jesuita Juan de Montenegro, junto a nativos chiquitanos, se establecieron en esta zona, conformando pequeñas comunidades, como parte de las Misiones jesuíticas de Moxos. Luego, el 26 de febrero de 1723 el padre José Casas fundó la población denominada “los Santos Desposorios de José y María de las Misiones de Buena Vista”.
El municipio de Buena Vista como tal fue creado mediante la Ley del 8 de abril de 1926, en la que se crea la primera sección municipal.

## Geografía
El municipio ocupa la parte más meridional de la provincia Ichilo, al oeste del departamento de Santa Cruz. Limita al norte con los municipios de Yapacaní y San Carlos, al oeste con la provincia Caballero, al suroeste con la provincia Florida, al sureste con la provincia Andrés Ibáñez, y al noreste con la provincia Sara.
La extensión territorial del municipio es de 2.707 km², lo que representa un 18% de la superficie total de la Provincia Ichilo y solamente el 1% del departamento de Santa Cruz.
Se encuentra a 17º27' de latitud sur y a 63º40' de longitud oeste, a una altitud de 300 m s. n. m.
Su temperatura media es de 24,3 °C; la máxima es de 27,8 °C y la mínima de 14,4 °C. Tiene una precipitación pluvial de 2.563 mm, con una humedad relativa de 80%. Su clima es húmedo tropical. Julio es su mes más frío del año y noviembre el más caliente.
Los principales ríos del municipio son el Surutú, Semayo, Palometillas, Palacios, Colorado Chico e Isimama.

## Demografía
De acuerdo con el censo boliviano de 2024, la población del municipio de Buena Vista es de 13 586 habitantes.
La población del municipio aumentó aproximadamente una cuarta parte entre 1992 y 2024:
| Año  | Habitantes (municipio) | Habitantes (localidad) | Fuente     |
| ---- | ---------------------- | ---------------------- | ---------- |
| 1992 | 10 784                 | 2 873                  | Censo 1992 |
| 2001 | 13 273                 | 3 812                  | Censo 2001 |
| 2012 | 12 879                 | 4 405                  | Censo 2012 |
| 2024 | 13 586                 |                        | Censo 2024 |

## Economía
El municipio se dedica principalmente a la actividad agrícola y a la cría de ganado bovino. También se ha incursionado en el área avícola y porcina para diversificar la producción. El ganado es comercializado en poca escala y por ello se encuentra en etapa de expansión para incrementar el hato. Los demás rubros pecuarios están destinados principalmente al consumo doméstico.
La población también trabaja en forma asalariada en las empresas madereras que tienen concesiones en el lugar. Asimismo, parte de los pobladores trabajan para empresas hidrocarburíferas, ingenios arroceros y peladoras de arroz. La actividad artesanal se concentra en la elaboración de tejidos en hoja de palma de jipijapa.
En Buena Vista hay dos asociaciones que siembran y procesan café, que se exporta a Argentina, Chile y Estados Unidos.
En el municipio también opera la primera siderúrgica de Bolivia, con una inversión de 150 millones de dólares de parte del Grupo Las Lomas.

## Transporte
Buena Vista se ubica a 99 kilómetros por carretera al noroeste de Santa Cruz de la Sierra, capital del departamento.
Buena Vista se encuentra en la carretera nacional Ruta 4, de 1.657 kilómetros de longitud, que cruza todo el país desde Tambo Quemado, en la frontera con Chile, en dirección oeste-este y conduce hasta Puerto Suárez, en la frontera con Brasil. Hacia el sur de Buena Vista hay una carretera que conecta con la localidad de Porongo, pasando por Huaytú, Santa Fe de Amboró, Terebinto y Las Cruces.

## Véase también

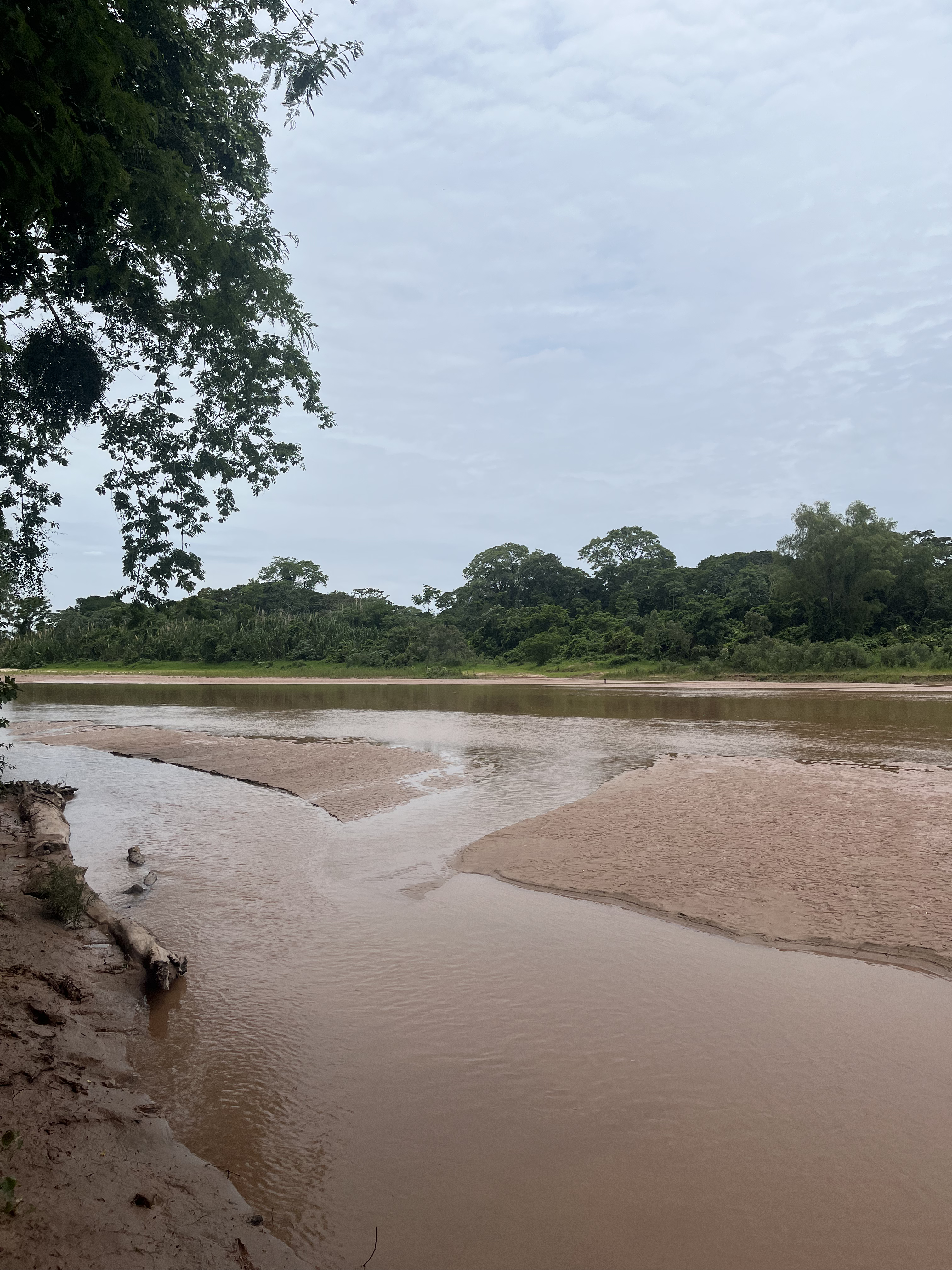
El río Surutú, cerca a la localidad de Villa Aquiles y a pocos kilómetros de Buena Vista.